# 多賀啓史
多賀 啓史（たが ひろふみ、1979年4月12日 - ）は東京都出身の俳優。趣味は水泳。
子役時代からキャリアを重ねる。日本大学藝術学部映画学科を卒業し、現在は舞台を中心に活動中。
俳優の多賀基史は、実兄。

## 出演
- スーパーポリス 15話、純一役
- NHKファミリードラマ おじいちゃんの贈り物（1987年。松本伊代共演）
- 大都会25時 安達純一役
- 超獣戦隊ライブマン 5話、武志役
- メタルヒーローシリーズ
  - 機動刑事ジバン 11話
  - 地球戦隊ファイブマン 12話、太郎役
  - 特警ウインスペクター 5話、田宮和夫役
  - 特救指令ソルブレイン 1話、稲垣一夫役
- 葵 徳川三代
- 超星神グランセイザー
- 愛讐のロメラ